# Xerus rutilus
Xerus rutilus là một loài động vật có vú trong họ Sóc, bộ Gặm nhấm. Loài này được Cretzschmar mô tả năm 1828. Môi trường sống tự nhiên của chúng là savanna khô và đất cây bụi nhiệt đới và cận nhiệt đới.

## Phân bố
Loài này được tìm thấy ở Djibouti, Eritrea, Ethiopia, Kenya, Somalia, Sudan, Tanzania, và Uganda.

## Phân loài
Xerus rutilus có 8 phân loài được công nhận:
- Xerus rutilus rutilus
- Xerus rutilus dabagala
- Xerus rutilus dorsalis
- Xerus rutilus intensus
- Xerus rutilus massaicus
- Xerus rutilus rufifrons
- Xerus rutilus saturatus
- Xerus rutilus stephanicus

## Hình ảnh

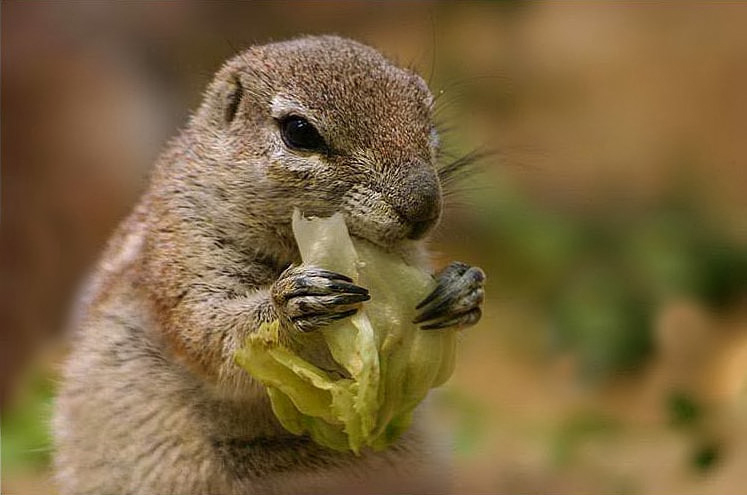
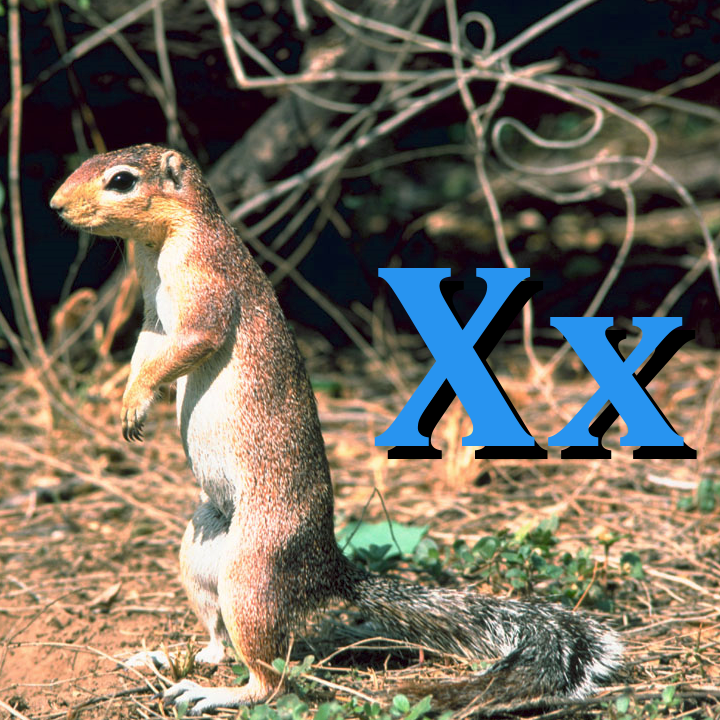